# Borrés
Borrés est un village de la province de Huesca, situé à environ 4 kilomètres au nord-ouest de la ville de Sabiñánigo, à 909 mètres d'altitude. L'endroit est habité au moins depuis le Haut Moyen Âge. Le village compte actuellement 16 habitants. L'église du village, dédiée à l'Assomption de la Vierge Marie, a été construite aux XVIIe et XVIIIe siècles.